# Kchaj-feng
Kchaj-feng (čínsky pchin-jinem Kāifēng, znaky zjednodušené 开封, tradiční 開封) je čínské město ve východní části provincie Che-nan na jižním břehu Žluté řeky. Kchaj-feng má status městské prefektury, celý obvod (pět městských obvodů a čtyři venkovské okresy) má 4,8 miliónu obyvatel.
Město bylo dříve známé jako Pien-liang (čínsky pchin-jinem Biànliáng, znaky 汴梁/汴樑), Pien-ťing (čínsky pchin-jinem Biànjīng, znaky 汴京), Ta-liang (čínsky pchin-jinem Dàliáng, znaky 大梁/大樑), nebo jednoduše Liang (čínsky pchin-jinem Liáng, znaky 梁/樑).

## Historie
Roku 364 př. n. l., v období válčících států, tehdejší stát Wej založil Ta-liang jako regionální centrum. Po sjednocení Číny dynastií Čchin město pokleslo na středně veliké tržní město.
Počátkem 7. století, poté, co byl kolem města vybudován Velký kanál a další kanál směřující do Šan-tungu, vyrostlo ve velké obchodní centrum. Roku 781 bylo přestavěno a přejmenováno na Pien (汴). Od roku 936 se stalo hlavním městem severní Číny za dynastií Pozdní Ťin, Pozdní Chan a Pozdní Čou. Zůstalo metropolí i po sjednocení Číny dynastií Sung, pod novým názvem Tung-ťing nebo Pien-ťing, počet obyvatel vzrostl až na 400 000. Vrcholu významu dosáhlo město v 11. století, kdy bylo hlavním obchodním a průmyslovým centrem Číny s 600–700tisícovou populací.
Po pádu dynastie Severní Sung, význam Kchaj-fengu poklesl. Od druhé poloviny 12. století sloužil jako jižní hlavní město džurčenského státu Ťin. V mingské Číně byl Kchaj-feng hlavním městem provincie Che-nan. Roku 1642 v bojích rozpadající se mingské říše s povstalci bylo město zničeno. Po obnovení pořádku za dynastie Čching byl Kchaj-feng znovu vybudován.

## Správní členění
Městská prefektura Kchaj-feng se člení na devět celků okresní úrovně, a sice pět městských obvodů a čtyři okresy.
| Lung-tching Šun-che Ku-lou Jü-wang-tchaj Siang-fu okres · Čchi okres · Tchung-sü okres · Wej-š’ okres · Lan-kchao |            |                       |             |                                         |
| Název | Název      | Počet obyvatel (2020) | Rozloha km² | Hustota zalidnění (obyv. na km²) (2020) |
| český přepis | znaky      | Počet obyvatel (2020) | Rozloha km² | Hustota zalidnění (obyv. na km²) (2020) |
| Městské obvody |            |                       |             |                                         |
| Lung-tching | 龙亭区     | 574 552               | 371         | 1 549                                   |
| Šun-che (chuejský)                                                                                                | 顺河回族区 | 227 864               | 73          | 3 136                                   |
| Ku-lou | 鼓楼区     | 136 167               | 63          | 2 166                                   |
| Jü-wang-tchaj | 禹王台区   | 124 859               | 60          | 2 093                                   |
| Siang-fu | 祥符区     | 672 139               | 1 248       | 539                                     |
| Okresy |            |                       |             |                                         |
| Čchi | 杞县       | 932 126               | 1 259       | 740                                     |
| Tchung-sü | 通许县     | 539 222               | 767         | 703                                     |
| Wej-š’ | 尉氏县     | 839 809               | 1 297       | 648                                     |
| Lan-kchao | 兰考县     | 777 278               | 1 111       | 700                                     |
| |            |                       |             |                                         |
| Celkem | Celkem     | 4 824 016             | 6 250       | 772                                     |

## Partnerská města
- Wichita (v Kansasu)
- Kirjat Mockin, Izrael
- Toda, (v prefektuře Saitama)
- Omsk